# Fritz Hradilek
Fritz Alois Hradilek (ur. 1906, zm. ?) – SS-Sturmmann, zbrodniarz nazistowski, członek załogi niemieckiego obozu koncentracyjnego Dachau.
Obywatel czechosłowacki narodowości niemieckiej. Od 25 stycznia 1943 do 22 września 1944 roku pełnił służbę jako strażnik w obozie głównym Dachau. Następnie był sanitariuszem w podobozie Kaufberen od 23 września 1944 do 8 maja 1945 roku. Brał udział w ewakuacji obozu.
W procesie członków załogi Dachau (US vs. Franz Fröschl i inni), który miał miejsce 9 lipca 1947 roku przed amerykańskim Trybunałem Wojskowym w Dachau skazany został na 3 lata pozbawienia wolności za znęcanie się nad chorymi więźniami w podobozie Kaufberen. Dalsze losy nieznane.